# Ernst Ocwirk
Ernst Ocwirk (7. březen 1926, Vídeň – 23. leden 1980, Klein-Pöchlarn) byl rakouský fotbalista. Hrával na pozici záložníka.
S rakouskou fotbalovou reprezentací vybojoval bronzovou medaili na mistrovství světa roku 1954. Na tomto turnaji byl též zařazen do all-stars týmu. Rakousko reprezentoval v 62 zápasech, v nichž vstřelil 6 branek.
S Austrií Vídeň se stal pětkrát rakouským mistrem (1949, 1950, 1953, 1962, 1963) a třikrát vyhrál rakouský pohár (1948, 1949, 1962).
Roku 1951 byl vyhlášen rakouským sportovcem roku. V anketě Zlatý míč, která hledala nejlepšího fotbalistu Evropy, skončil roku 1956 sedmý.
Po skončení hráčské kariéry se stal trenérem. Vedl Sampdorii Janov, Austrii Vídeň, 1. FC Köln a Admiru Vídeň.